# Spoorlijn Paris-Saint-Lazare - Ermont-Eaubonne
De Spoorlijn Paris-Saint-Lazare - Ermont-Eaubonne is een Franse spoorlijn van station Paris-Saint-Lazare naar Ermont en Eaubonne. De lijn is 14,1 km lang en heeft als lijnnummer 334 900.

## Geschiedenis
De lijn werd aangelegd door de Compagnie des chemins de fer de l'Ouest parallel aan de spoorlijn spoorlijn Paris-Saint-Lazare - Mantes-Station via Conflans-Sainte-Honorine en in gedeeltes geopend. Tussen Saint-Lazare en Bois-Colombes in 1926 en tussen Bois-Colombes en Le Stade in 1935. Tussen Le Stade en Argenteuil was er een gedeeld baanvak.
Het gedeelte tussen station Argenteuil en station Ermont - Eaubonne werd geopend door de Compagnie des chemins de fer du Nord als zijlijn van de spoorlijn Saint-Denis - Dieppe op 1 augustus 1863 en had als lijnnummer 964 000. Tot 2006 werd dit gedeelte van de lijn bediend door de RER C vanuit station Ermont - Eaubonne. Nadien werd dit stuk geïntegreerd in het netwerk van de Transilien J vanuit station Paris-Saint-Lazare. Hiertoe werd ook het gedeelte van de lijn tussen Le Stade en Argenteuil op vier sporen gebracht inclusief tweede spoorbrug over de Seine. Tevens werd de lijn in station Ermont - Eubonne geknipt en kreeg aldaar twee kopsporen.

## Treindiensten
De SNCF verzorgt het personenvervoer op dit traject met Transilien treinen.
| Serie   | Treinsoort        | Route | Bijzonderheden |
| ------- | ----------------- | --- | -------------- |
| Trans J | Transilien (SNCF) | Paris Saint-Lazare – [ Argenteuil – [ Ermont - Eaubonne ] / [ Cormeilles-en-Parisis – Conflans-Sainte-Honorine – [ Pontoise – Boissy-l'Aillerie – Gisors ] / [ Mantes-la-Jolie ] ] ] / [ Les Mureaux – Mantes-la-Jolie – Vernon - Giverny ] |                |

## Aansluitingen
In de volgende plaatsen is of was er een aansluiting op de volgende spoorlijnen:
Paris-Saint-Lazare
RFN 334 000, spoorlijn tussen Paris-Saint-Lazare en Mantes-Station via Conflans-Sainte-Honorine
RFN 340 000, spoorlijn tussen Paris-Saint-Lazare en Le Havre
RFN 973 000, spoorlijn tussen Paris-Saint-Lazare en Versailles-Rive-Droite
RFN 975 000, spoorlijn tussen Paris-Saint-Lazare en Saint-Germain-en-Laye
Pont-Cardinet
RFN 971 000, spoorlijn tussen Pont-Cardinet en Auteuil-Boulogne
Batignolles
RFN 955 000, spoorlijn tussen La Râpée en Batignolles (petite ceinture van Parijs)
Colombes
RFN 968 301, raccordement tussen Courbevoie en Colombes en La Garenne-Bezons
La Stade
RFN 334 506, bedieningsspoor haven Gennevilliers (westelijke tak)
Sannois
RFN 330 306, raccordement van Cernay
RFN 965 300, raccordement van Sannois
Ermont-Eaubonne
RFN 328 000, spoorlijn tussen Ermont-Eaubonne en Valmondois
RFN 330 000, spoorlijn tussen Saint-Denis en Dieppe
RFN 962 000, spoorlijn Ermont-Eaubonne en Champ-de-Mars

## Elektrische tractie
De lijn werd in gedeeltes geëlektrificeerd. Het gedeelte tussen Paris-Saint-Lazare en Bois-Colombes werd in 1924 voorzien van een derde rail met een spanning van 750 volt, in 1936 werd deze verlengd tot Argenteuil. In 1967 werd de lijn tot Argenteuil opnieuw geëlektrificeerd met een spanning van 25.000 volt 50 Hz. In 1983 werd ook het gedeelte tussen Argenteuil en Ermont-Eaubonne geëlektrificeerd.